# Mica (carte)

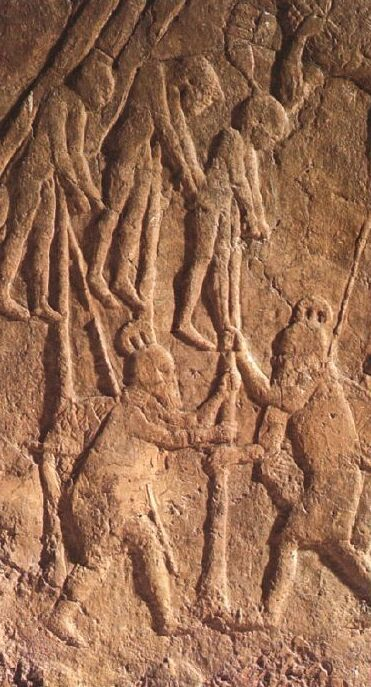
Trasul în ţeapă al evreilor de către soldați asirieni (basorelief neo-asirian)

Mica este o carte din Vechiul Testament.